# Dolichopoda araneiformis
Dolichopoda araneiformis är en insektsart som först beskrevs av Hermann Burmeister 1838.  Dolichopoda araneiformis ingår i släktet Dolichopoda och familjen grottvårtbitare. Inga underarter finns listade i Catalogue of Life.